# Nati nel 1926/Marzo
| Questa pagina contiene informazioni ricavate automaticamente dalle voci biografiche con l'ausilio del template Bio e di un bot. L'aggiornamento è periodico e automatico e ricostruisce completamente la pagina. Se manca una persona in questa lista, sei pregato di non aggiungerla, ma accertati piuttosto che la sua voce biografica contenga il template Bio e che i dati anagrafici siano correttamente compilati. Se il template Bio manca, inseriscilo tu stesso o, in alternativa, metti l'avviso {{tmp\|Bio}} che ne segnala la mancanza. Se i dati riportati sono sbagliati, correggi direttamente la voce biografica; le modifiche saranno visibili in questa lista entro pochi giorni. Per chiarimenti vedi il progetto biografie. La lista contiene solo le 203 persone che sono citate nell'enciclopedia e per le quali è stato implementato correttamente il template Bio. Pagina aggiornata al 18 ago 2025. |

- 1º marzo - Renato Borsoni, direttore artistico, attore teatrale e regista teatrale italiano († 2017)
- 1º marzo - Billy Burnett, calciatore inglese († 1988)
- 1º marzo - Luigi Carzino, calciatore italiano († 2009)
- 1º marzo - Robert Clary, attore francese († 2022)
- 1º marzo - Cesare Danova, attore italiano († 1992)
- 1º marzo - Franco Gaeta, storico italiano († 1984)
- 1º marzo - Claude Landini, cestista e allenatore di pallacanestro svizzero († 2021)
- 1º marzo - Jozef Medový, presbitero slovacco († 1999)
- 1º marzo - Pete Rozelle, dirigente sportivo statunitense († 1996)
- 1º marzo - Allan Stanley, hockeista su ghiaccio canadese († 2013)
- 2 marzo - Sergio Agnoli, mezzofondista e maratoneta italiano († 2021)
- 2 marzo - Bernard Agré, cardinale e arcivescovo cattolico ivoriano († 2014)
- 2 marzo - Alfonso Balcázar, regista, sceneggiatore e produttore cinematografico spagnolo († 1993)
- 2 marzo - Tina Lagostena Bassi, avvocata e politica italiana († 2008)
- 2 marzo - Franco Lanza, critico letterario italiano († 2007)
- 2 marzo - Murray Rothbard, economista, filosofo e politico statunitense († 1995)
- 2 marzo - Holcombe Rucker, dirigente sportivo statunitense († 1965)
- 2 marzo - Dario Scaglione, partigiano italiano († 1945)
- 2 marzo - Anita Simonis, ginnasta statunitense († 2011)
- 2 marzo - Alfredo Simonti, calciatore italiano († 2007)
- 3 marzo - Carla Cerati, fotografa e scrittrice italiana († 2016)
- 3 marzo - Craig Dixon, ostacolista statunitense († 2021)
- 3 marzo - Cathy Downs, attrice statunitense († 1976)
- 3 marzo - József Kovács, mezzofondista ungherese († 1987)
- 3 marzo - Lamberto Mazza, dirigente d'azienda e dirigente sportivo italiano († 2012)
- 3 marzo - James Merrill, poeta statunitense († 1995)
- 3 marzo - Quinto Parmeggiani, attore italiano († 2018)
- 3 marzo - Dick Randall, produttore cinematografico e sceneggiatore statunitense († 1996)
- 4 marzo - Giorgio Bongiovanni, ex cestista e allenatore di pallacanestro italiano
- 4 marzo - Camillo Brero, poeta e scrittore italiano († 2018)
- 4 marzo - Richard DeVos, imprenditore statunitense († 2018)
- 4 marzo - Daniel Kastler, fisico francese († 2015)
- 4 marzo - Pascual Pérez, pugile argentino († 1977)
- 4 marzo - Massimo Zamorani, giornalista e scrittore italiano († 2018)
- 5 marzo - Norman Macfarlane, barone Macfarlane di Bearsden, imprenditore e filantropo scozzese († 2021)
- 5 marzo - Lily Carlstedt, giavellottista danese († 2002)
- 5 marzo - Zakaria Chihab, lottatore libanese († 1984)
- 5 marzo - Gino Cortellezzi, ex calciatore e allenatore di calcio italiano
- 5 marzo - Angelo Frigerio, bobbista italiano († 2020)
- 5 marzo - Craig Hill, attore statunitense († 2014)
- 5 marzo - Joan Shawlee, attrice statunitense († 1987)
- 5 marzo - Pietro Zoppi, politico italiano († 2006)
- 6 marzo - Ann Curtis, nuotatrice statunitense († 2012)
- 6 marzo - André Fontaine, pittore e giornalista canadese († 2005)
- 6 marzo - Alan Greenspan, economista statunitense
- 6 marzo - Elwood Hillis, politico statunitense († 2023)
- 6 marzo - Kim Jae-gyu, militare e agente segreto sudcoreano († 1980)
- 6 marzo - Giovanni Pettinati, ciclista su strada italiano († 1994)
- 6 marzo - Paolo Ravenna, avvocato e scrittore italiano († 2012)
- 6 marzo - H. C. Robbins Landon, musicologo e critico musicale statunitense († 2009)
- 6 marzo - Luciano Tondelli, partigiano italiano († 1945)
- 6 marzo - Andrzej Wajda, regista, sceneggiatore e direttore artistico polacco († 2016)
- 6 marzo - Ken Whyld, scacchista, scrittore e giornalista britannico († 2003)
- 7 marzo - Dino Degani, partigiano italiano († 1944)
- 7 marzo - Li Han-hsiang, regista cinese († 1996)
- 7 marzo - Roberto Morisi, architetto italiano († 2019)
- 7 marzo - Ernst Ocwirk, calciatore e allenatore di calcio austriaco († 1980)
- 7 marzo - Ljubiša Spajić, calciatore e allenatore di calcio jugoslavo († 2004)
- 7 marzo - Joseph Verdeur, nuotatore statunitense († 1991)
- 7 marzo - Luciano Vincenzoni, sceneggiatore italiano († 2013)
- 8 marzo - Giovan Battista Fabbri, calciatore e allenatore di calcio italiano († 2015)
- 8 marzo - Franco Faggi, canottiere italiano († 2016)
- 8 marzo - Mario Hopenhaym, arbitro di pallacanestro uruguaiano († 2016)
- 8 marzo - Francisco Rabal, attore e regista spagnolo († 2001)
- 8 marzo - Mendy Rudolph, arbitro di pallacanestro statunitense († 1979)
- 8 marzo - Salahuddin di Selangor, sovrano malese († 2001)
- 8 marzo - Giovanni Valcavi, giurista, dirigente d'azienda e saggista italiano († 2010)
- 8 marzo - Bob Wilson, cestista statunitense († 2014)
- 9 marzo - Nicola Lapenta, politico e avvocato italiano († 2018)
- 9 marzo - Celso Garrido Lecca, compositore peruviano († 2025)
- 10 marzo - Nino Anderlini, fondista italiano († 2004)
- 10 marzo - Jambyn Batmönkh, politico mongolo († 1997)
- 10 marzo - Julio Buchs, regista e sceneggiatore spagnolo († 1973)
- 10 marzo - Louis Devoti, cestista francese († 2020)
- 10 marzo - Marques Haynes, cestista statunitense († 2015)
- 10 marzo - Alberto Soggin, biblista italiano († 2010)
- 10 marzo - Salvatore Tramontana, storico italiano († 2015)
- 10 marzo - Ōtake Risuke, artista marziale e insegnante giapponese († 2021)
- 11 marzo - Ralph Abernathy, attivista statunitense († 1990)
- 11 marzo - Tito Amodei, scultore, pittore e critico d'arte italiano († 2018)
- 11 marzo - Denys Carnill, hockeista su prato britannico († 2016)
- 11 marzo - Edward Jaworski, pallanuotista statunitense († 2008)
- 11 marzo - Georgij Jumatov, attore sovietico († 1997)
- 11 marzo - Paul Paviot, regista e sceneggiatore francese († 2017)
- 11 marzo - Thomas Starzl, medico statunitense († 2017)
- 11 marzo - Elios Vaccari, calciatore italiano († 2005)
- 11 marzo - Dennis Wilshaw, calciatore inglese († 2004)
- 12 marzo - George Ariyoshi, politico statunitense
- 12 marzo - Kengiro Azuma, scultore e pittore giapponese († 2016)
- 12 marzo - Landon T. Clay, imprenditore e filantropo statunitense († 2017)
- 12 marzo - John Clellon Holmes, poeta statunitense († 1988)
- 12 marzo - Giuseppe Del Barone, medico e politico italiano († 2018)
- 12 marzo - Friedrich Hiller, archeologo tedesco († 2019)
- 12 marzo - Pierre Léon, linguista e scrittore francese († 2013)
- 12 marzo - Emilio Pulli, politico italiano († 1998)
- 12 marzo - Dino Raugi, politico e partigiano italiano († 2007)
- 12 marzo - Giuseppe Righetti, politico italiano († 2015)
- 12 marzo - Les Shannon, allenatore di calcio e calciatore inglese († 2007)
- 12 marzo - Barbara Jo Walker, modella statunitense († 2000)
- 13 marzo - Fulvia Colombo, annunciatrice televisiva e conduttrice televisiva italiana († 2005)
- 13 marzo - Lenny Montana, wrestler, attore e mafioso statunitense († 1992)
- 13 marzo - Carlos Roberto Reina, politico honduregno († 2003)
- 13 marzo - Fritz Schär, ciclista su strada, pistard e ciclocrossista svizzero († 1997)
- 13 marzo - Donald Weinstein, storico statunitense († 2015)
- 14 marzo - Benito Bollati, politico e avvocato italiano († 2023)
- 14 marzo - Xavier de Villepin, funzionario e politico francese († 2014)
- 14 marzo - Orlando Orlandi Posti, antifascista e partigiano italiano († 1944)
- 14 marzo - Phil Phillips, cantante statunitense († 2020)
- 14 marzo - Lita Roza, cantante inglese († 2008)
- 14 marzo - Giancarlo Sbragia, attore, regista teatrale e drammaturgo italiano († 1994)
- 14 marzo - Kenji Sugawara, attore cinematografico e attore televisivo giapponese († 1999)
- 14 marzo - Mario Tosi, egittologo italiano († 2014)
- 15 marzo - Maurizio Chiari, costumista e scenografo italiano († 2003)
- 15 marzo - Franco Giacobini, attore e regista teatrale italiano († 2015)
- 15 marzo - Ben Johnston, compositore statunitense († 2019)
- 15 marzo - Wilhelm Noll, pilota motociclistico tedesco († 2017)
- 15 marzo - Uria Simango, pastore protestante, rivoluzionario e politico mozambicano
- 15 marzo - Norm Van Brocklin, giocatore di football americano statunitense († 1983)
- 16 marzo - Carlo Baldi, politico italiano († 2016)
- 16 marzo - Luigi Bloise, giornalista e politico italiano († 2001)
- 16 marzo - Peter Bumbers, cestista lettone († 1984)
- 16 marzo - Jerry Lewis, comico, attore e regista statunitense († 2017)
- 16 marzo - José Naranjo, calciatore messicano († 2012)
- 16 marzo - Idwār al-Kharrāṭ, scrittore e critico letterario egiziano († 2015)
- 17 marzo - Yngve Gamlin, attore e regista svedese († 1995)
- 17 marzo - Siegfried Lenz, scrittore tedesco († 2014)
- 17 marzo - Gabriella Parca, giornalista e scrittrice italiana († 2016)
- 17 marzo - Carmelo Samonà, ispanista e scrittore italiano († 1990)
- 18 marzo - Dante Bighi, pubblicitario italiano († 1994)
- 18 marzo - Peter Graves, attore e regista statunitense († 2010)
- 18 marzo - Tibor Mezőfi, cestista ungherese († 2000)
- 19 marzo - Marcello Cesa-Bianchi, psicologo e saggista italiano († 2018)
- 19 marzo - Tony Collins, calciatore e allenatore di calcio inglese († 2021)
- 19 marzo - Shōzō Numa, scrittore di fantascienza giapponese († 2008)
- 19 marzo - Bill Henderson, attore e musicista statunitense († 2016)
- 19 marzo - Alfonso Silva, calciatore spagnolo († 2007)
- 19 marzo - Gordon Williams, filologo classico irlandese († 2010)
- 19 marzo - Valerio Zurlini, regista e sceneggiatore italiano († 1982)
- 20 marzo - Mitsumasa Anno, illustratore e scrittore giapponese († 2020)
- 20 marzo - Marisa Caciolli, ex cestista italiana
- 20 marzo - Leonid Cypkin, scrittore e medico sovietico († 1982)
- 20 marzo - Élisabeth di Chimay, principessa belga († 2023)
- 20 marzo - Alfeo Mizzau, politico italiano († 2008)
- 21 marzo - André Delvaux, regista belga († 2002)
- 21 marzo - Heikki Hasu, sciatore nordico e politico finlandese († 2025)
- 21 marzo - Park Il-kap, calciatore sudcoreano († 1987)
- 21 marzo - Rolly Tasker, velista australiano († 2012)
- 21 marzo - José Antonio Valverde, biologo, naturalista e ecologo spagnolo († 2003)
- 22 marzo - Ivo Babuška, matematico ceco († 2023)
- 22 marzo - Franca Falcucci, politica italiana († 2014)
- 22 marzo - Ştefan Gheorghiu, musicista, violinista e docente rumeno († 2010)
- 22 marzo - Giorgio Tombesi, politico italiano († 2023)
- 22 marzo - Avo Uvezian, musicista e imprenditore armeno († 2017)
- 23 marzo - Marcel Ernzer, ciclista su strada lussemburghese († 2003)
- 23 marzo - Norm Mager, cestista statunitense († 2005)
- 23 marzo - Sergio Pagliazzi, ciclista su strada italiano († 2017)
- 23 marzo - Giovanni Starita, politico italiano († 2019)
- 24 marzo - Agnes Baldwin, cestista statunitense († 2001)
- 24 marzo - Mario Coltorti, medico italiano († 2009)
- 24 marzo - Desmond Connell, cardinale e arcivescovo cattolico irlandese († 2017)
- 24 marzo - Dario Fo, drammaturgo, attore e regista italiano († 2016)
- 24 marzo - Rowena Jackson, ballerina e direttrice artistica neozelandese († 2024)
- 24 marzo - William Porter, ostacolista statunitense († 2000)
- 24 marzo - Guillermo Timoner, pistard spagnolo († 2023)
- 25 marzo - Luigi Arisio, politico italiano († 2020)
- 25 marzo - Umberto Fusaroli Casadei, partigiano e rivoluzionario italiano († 2007)
- 25 marzo - Paul Leder, regista, sceneggiatore e produttore cinematografico statunitense († 1996)
- 25 marzo - Riz Ortolani, direttore d'orchestra e compositore italiano († 2014)
- 25 marzo - László Papp, pugile ungherese († 2003)
- 25 marzo - Hans Anders Rausing, imprenditore e filantropo svedese († 2019)
- 25 marzo - Jaime Sabines, poeta e politico messicano († 1999)
- 26 marzo - Paolo Gozlino, ballerino, coreografo e attore italiano († 1992)
- 26 marzo - Nikolaj Ivanovič Moskalenko, attore e regista sovietico († 1974)
- 26 marzo - Magdalena Mouján, matematica e scrittrice argentina († 2005)
- 26 marzo - Carlo Sanna, politico italiano († 2016)
- 26 marzo - Aldo Tarlao, canottiere italiano († 2018)
- 27 marzo - Ezequiel Baptista, ex calciatore portoghese
- 27 marzo - Frank O'Hara, poeta, scrittore e critico d'arte statunitense († 1966)
- 27 marzo - Jacques Villeglé, artista francese († 2022)
- 28 marzo - Cayetana Fitz-James Stuart, nobile spagnola († 2014)
- 28 marzo - Bob Ogle, animatore, sceneggiatore e doppiatore statunitense († 1984)
- 29 marzo - Diana Adams, ballerina statunitense († 1993)
- 29 marzo - Lino Aldani, scrittore italiano († 2009)
- 29 marzo - Françoise Auricoste, storica francese
- 29 marzo - Piero Gibellino, calciatore italiano († 2003)
- 29 marzo - Alexandre Hollanders, cestista belga
- 29 marzo - Giancarlo Marmori, scrittore e giornalista italiano († 1982)
- 29 marzo - Carl Meinhold, cestista statunitense († 2019)
- 29 marzo - Moshe Sanbar, economista israeliano († 2012)
- 29 marzo - Glen Selbo, cestista statunitense († 1995)
- 30 marzo - Álvaro Cepeda Samudio, scrittore, giornalista e regista colombiano († 1972)
- 30 marzo - Ingvar Kamprad, imprenditore svedese († 2018)
- 30 marzo - Peter Marshall, attore, cantante e conduttore televisivo statunitense († 2024)
- 30 marzo - Ray McAnally, attore irlandese († 1989)
- 30 marzo - Vojtech Mihálik, poeta, traduttore e politico slovacco († 2001)
- 30 marzo - Joaquim Pacheco, ex calciatore portoghese
- 30 marzo - Larisa Il'inična Vol'pert, scacchista russa († 2017)
- 31 marzo - Sydney Chaplin, attore statunitense († 2009)
- 31 marzo - John Fowles, scrittore e saggista inglese († 2005)
- 31 marzo - Beni Montresor, scenografo, regista e illustratore italiano († 2001)
- 31 marzo - Licio Nencetti, partigiano italiano († 1944)
- 31 marzo - Rocco Petrone, ingegnere e ufficiale statunitense († 2006)
- 31 marzo - Livia Venturini, attrice italiana († 2008)